# Byrd (udde)
Byrd är en udde i Antarktis. Den ligger i Västantarktis. Chile och Storbritannien gör anspråk på området.
Terrängen inåt land är platt. Havet är nära Byrd västerut. Trakten är obefolkad. Det finns inga samhällen i närheten.